# قراوندد
قراوندد(بالإنجليزية: Grounded)‏ هي لعبة بقاء من تطوير أوبسيديان إنترتنمنت ونشر إكس بوكس غيم ستوديوز. تم إصداره لنظامي التشغيل Windows و Xbox One في 28 يوليو 2020 ، مع توقع الإصدار الكامل في عام 2021. تم إصدار نسخة محسنة من Xbox Series X / S في 10 نوفمبر 2020. تدور احداث اللعبة حول مجموعة لاعببين يتقلص حجمهم لحجم نملة ومحاولة البقاء على قيد الحياة في فناء خلفي مليء بالمخاطر.

## اللعب
قراوندد هي لعبة بقاء يمكن لعبها إما من منظور شخص أول أو شخص ثالث. في اللعبة يتقلص بطل الرواية إلى حجم نملة ويجب أن يسعى جاهداً للبقاء على قيد الحياة في الفناء الخلفي من المنزل. الشخصية تحتاج إلى استهلاك كمية كافية من الطعام والماء، أو ستفقد صحتها بسبب الجوع أو الجفاف. يتواجد بالفناء الخلفي للمنزل العديد من الحشرات  مثل العنكبوت  و النحل وعث الغبار والخنفساء. تخدم الحشرات المختلفة أغراضًا مختلفة في اللعبة. على سبيل المثال ، تعتبر العناكب واحدة من اخطر الحشرات في اللعبة والتي ستلاحق اللاعبين على طول زمن اللعبة، ويمكن أن تقود الدعسوقة اللاعبين إلى مصادر الطعام، ويمكن طهي الحشرات التي تقوم بصيدها واستهلاكها للطعام. يمكن للاعبين أيضًا قص العشب لجمع قطرات الندى.
مع تقدم اللاعبين في اللعبة، سيزورون مناطق جديدة في الفناء الخلفي. ستزداد الصعوبة ببطء وسيتم تقديم أعداء أكثر خطورة طوال اللعبة، يحتاج اللاعبون إلى البحث عن الموارد في العالم من أجل بناء قاعدة للدفاع عن أنفسهم من الأعداء ، لا سيما أثناء الليل حيث تصبح بعض الحشرات أكثر عدوانية. يمكن أيضًا استخدام الموارد لصنع أدوات وافخاخ وأسلحة مختلفة، مثل الفؤوس والرماح والأقواس والسهام، لهزيمة الأعداء. يحتاج اللاعبون أيضًا إلى إدارة قدرتهم على التحمل حيث قد تصبح الشخصية القابلة للعب مرهقة في القتال المستمر. يمكن لعب اللعبة بمفردك أو بوضع تعاوني متعدد اللاعبين.

## وصلات خارجية
- الموقع الرسمي